# Junto a ti
«Junto a ti» es una canción de la cantante mexicana Danna Paola. Fue lanzada en agosto de 2005 como el primer sencillo de la banda sonora de la telenovela Pablo y Andrea (2005) a través del sello discográfico Universal Music México.

## Antecedentes
Del disco Pablo y Andrea se desprende el primer sencillo llamado «Junto a ti», del cual la producción de la telenovela Pablo y Andrea (Danna Paola y Jorge Trejo) grabó un video, el cual se había pospuesto debido a diversas circunstancias alrededor de la producción.

## Video musical
El video de la canción se estrenó en México el 5 de septiembre de 2005, y era proyectado al final de la telenovela.
El clip se grabó en el foro de Televisa San Ángel y en él se cuenta una historia en la que el amor y la amistad de Pablo y Andrea es unida mediante un oso de peluche. 
Paola tenía 10 años cuando se grabó en ese entonces, y resaltó que la historia de la canción está llena de emociones e ilusiones, comentando lo siguiente: «Es un tema muy bonito que refleja la gran amistad que tenemos Pablo y yo, y el osito nos sirve para comunicarnos».
El video fue dirigido por los directores Gilberto Macil y Roberto Damico.